# Адальберт Эгмондский
Адальберт (Adalbert; умер в 740) — диакон из Эгмонда. Святой Римско-католической и Православной церкви, память 25 июня.

## Биография
Адальберт, принц по происхождению, родился в Нортумберленде, Англия. Он стал монахом в Ратмелсиги. Затем вместе с Виллибрордом отправился во Фризию в качестве диакона. Он особо трудился в окрестностях Эгмонда и почитается как покровитель расположенного там монастыря.
Святой Адальберт почитается во Фризии. Его изображают либо с короной и скипетром у ног, либо в далматике и короне, держащим скипетр.